# Гребля Тізі-Сіал
Гребля Тізі-Сіал (Tizi Sial) – гідротехнічна споруда на півночі Алжиру.
Греблю спорудили на уеді, який впадав праворуч до уеду Муїллах (Mouillah) на ділянці, що наразі охоплена затокою водосховища греблі Хаммам-Буграра (Муїллах є лівим притоком уеду Тафна, на якому зведена Хаммам-Буграра). Водозбірний басейн вище від споруди складає 25 км2, а її призначенням є іригація.
В межах проекту долину уеду перекрили насипною греблею висотою 18 метрів та довжиною майже дві з половиною сотні метрів. Розташований ліворуч водоскид розрахований на перепуск під час повені 99 м3/с.
Гребля утворила водосховище об’ємом 1,224 млн м3 (за іншими даними – 1,783 млн м3).
Будівництво греблі Тізі-Узу велось в 2000-х роках (зокрема, відомо, що станом на 2006 рік її готовність становила 30%).